# Вілін
Вілін — актин-зв'язуючий білок молекулярною масою 92,5 кДа, що зв'язується з мікрофіламентами на апікальній стороні клітин епітелію кишечнику, травної та сечовидільної систем.. Вілін містить численні гельзоліноподібні домени, на кінці яких (на C-кінці поліпептидів) знаходяться невеликі (8,5 кДа) «головки», створені, що незалежно згортаються і складаються пучка трьох спіралей, стабілізованих гідрофобними взаємодіями. Ці головки є типовим модельним об'єктом для досліджень методами молекулярної динаміки, через швидке згортання та коротку послідовність.
Ген villin 1 роташований на 2-й хромосомі, villin 2 — на короткому плечі 6-ї хромосоми. Атрофія мікроворсинок щіточкових клітин кишечника виникає при дефекті гену, що кодує вілін (хвороба Девідсона)[джерело?].

## Виноски
1. ↑  Friederich, Evelyne et al. «Villin Function in the Organization of the Actin Cytoskeleton». Biological Chemistry 274.38 (1999): 26751-26760 PMID 10480879
2. ↑  Bazari, Wendy Lavoy, et al. «Villin Sequence and Peptide Map Identify Six Homologous Domains». Proc. National Academy of ScienceUSA 81 (1988): 4986-4990 PMID 2839826
3. ↑  Klahre U, Friederich E, Kost B, Louvard D, Chua NH. (2000). Villin-like actin-binding proteins are expressed ubiquitously in Arabidopsis. Plant Physiol 122(1):35-48. PMID 10631247